# Allium ovalifolium
Allium ovalifolium är en amaryllisväxtart som beskrevs av Hand.-mazz. Allium ovalifolium ingår i släktet lökar, och familjen amaryllisväxter.

## Underarter
Arten delas in i följande underarter:
- A. o. cordifolium
- A. o. leuconeurum
- A. o. ovalifolium